# Hornspitze auf der Höri
Die Hornspitze auf der Höri ist ein Naturschutzgebiet auf dem Gebiet der Gemeinde Gaienhofen im Landkreis Konstanz in Baden-Württemberg. Mit der Bezeichnung Hornspitze auf der Höri am Bodensee wurde es durch Verordnung von 1958 erstmals als Naturschutzgebiet ausgewiesen. 1997 wurde es unter Einbeziehung von Teilen des benachbarten Naturschutzgebiets Bodenseeufer erneut als NSG ausgewiesen. Es umfasst rund 188 Hektar der Ufer- und Flachwasserzone auf der Bodenseehalbinsel Höri.

## Schutzzweck
Schutzzweck ist lauf Schutzgebietsverordnung die Erhaltung der Hornspitze auf der Höri als Lebensraum für zahlreiche, zum Teil vom Rückgang oder Aussterben bedrohte Pflanzenarten und -gesellschaften; als Lebensraum für zahlreiche, zum Teil vom Rückgang oder Aussterben bedrohte Tierarten, insbesondere als national bedeutsames Brut-, Rast-, Durchzugs- und Überwinterungsgebiet für Vogelarten der Feuchtgebiete; als Naturraum der Bodenseelandschaft von einzigartiger Vielfalt und Schönheit und als Gebiet von hervorragender Bedeutung für die wissenschaftliche Forschung und Lehre.